# Drugie Szopienice
Drugie Szopienice, dawniej Szopienice Miejskie (niem. Städtisch Schoppinitz) – część Katowic, położona we wschodniej części miasta, na terenie dzielnicy Szopienice-Burowiec, włączona do Katowic 31 grudnia 1959 roku. Składa się głównie z zabudowy z początku XX wieku, a przez Drugie Szopienice przebiega linia kolejowa nr 138, ul. Wiosny Ludów i linia tramwajowa, które łączą obszar dzielnicy z Mysłowicami. Zlokalizowany jest tu park Antona Uthemanna, natomiast wierni rzymskokatoliccy przynależą do parafii św. Jadwigi Śląskiej w Szopienicach.

## Geografia
Drugie Szopienice graniczą od północy ze stawami Hubertus, od wschodu z Mysłowicami, od południa z terenami likwidowanej Huty Metali Nieżelaznych Szopienice, a od zachodu z Szopienicacmi. Drugie Szopienice położone są w mezoregionie Wyżyna Katowicka (341.13), na obszarze jednostki geomorfologicznej Kotlina Mysłowicka, będącej obniżeniem denudacyjnym wypreparowanym w łupkowo-piaskowcowych warstwach karbońskich, na której znajdują się utwory piaskowe.
Dzielnica położona jest w zlewni Rawy, która płynie na północ od zabudowy dzielnicy z zachodu na wschód. Na całym odcinku jest ona uregulowana i obwałowana. Dalej na północ Drugich Szopienic znajduje się zespół przyrodniczo-krajobrazowy Szopienice-Borki (kompleks stawów Hubertus). W zachodniej części Drugich Szopienic zlokalizowany jest, ustanowiony pod koniec 2014 roku, park Antona Uthemanna, wyposażony w plac zabaw oraz siłownię plenerową.

## Historia i architektura

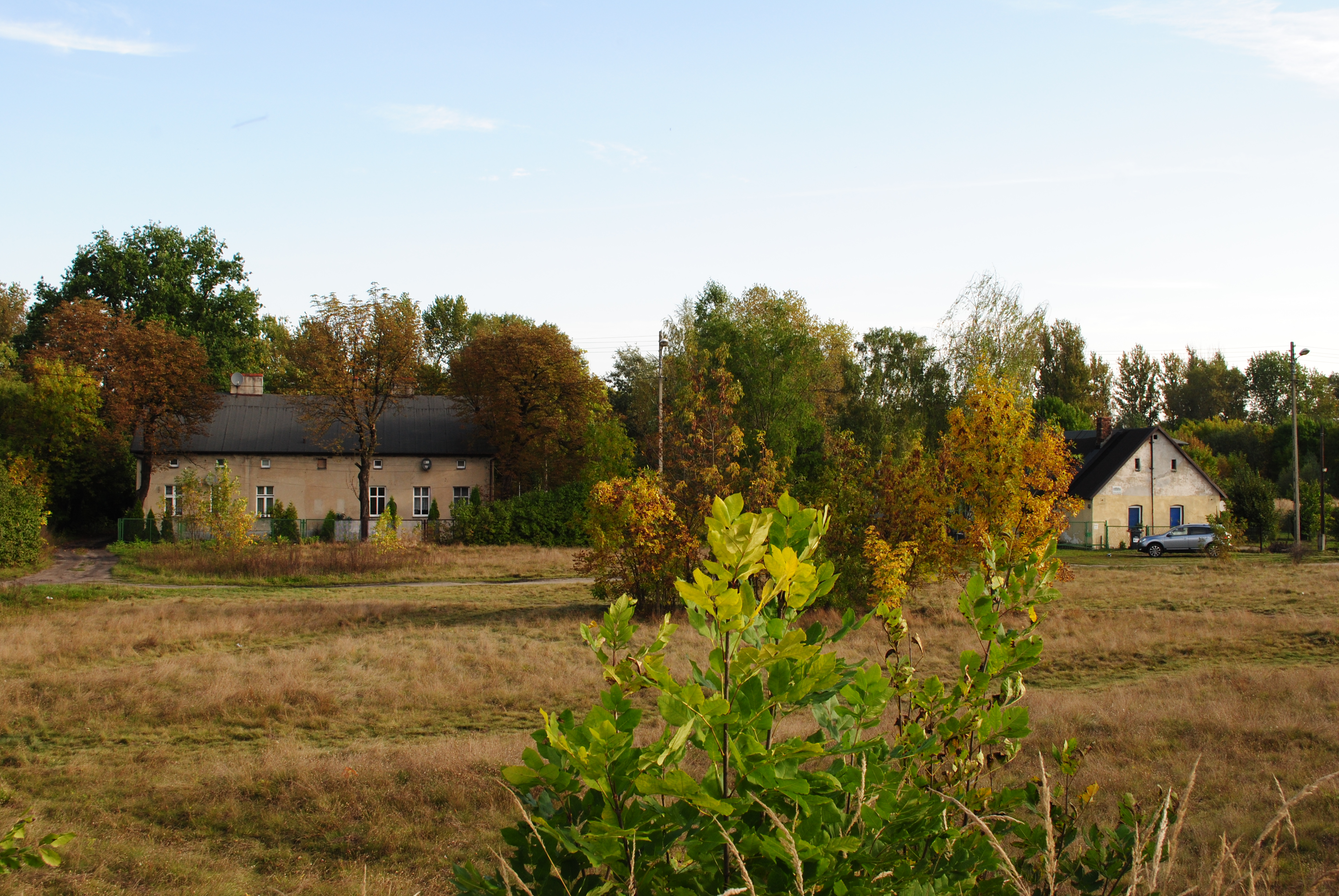
Domy przy ul. Wiosny Ludów

W Drugich Szopienicach położony jest przydrożny krzyż z 1863 roku, a przy ul. Chemicznej charakterystyczny długi dom nazywany elwerhausem, w którym w okresie międzywojennym mieszkali w nim bezrobotni. W 1862 roku Szopienice Miejskie włączono do Mysłowic, a 31 grudnia 1959 roku wraz z Szopienicami do Katowic.
Zabudowa Drugich Szopienic powstawała głównie między 1900 a 1922 rokiem. Najstarsze budynki pochodzą z I połowy XIX wieku. Jest nim dom przy ul. Wiosny Ludów 69c z lat 20. XIX wieku, a także przy ul. Szabelnianej 16 z lat 50. XIX wieku. Na przełomie XIX i XX wieku powstała znaczna część zabudowy, w tym przy ul. Chemicznej i po południowej stronie ul. Szabelnianej. Z lat 1910–1917 pochodzą m.in. budynki przy ul. Wiosny Ludów 56, 59-63, i 62. W latach 20. XX wieku powstały kwartały zabudowy w obydwu narożnikach ul. Wiosny Ludów i Wytapiaczy. W latach 70. XX wieku zostały oddane do użytku obiekty magazynowe przy ul. Wiosny Ludów 92.

## Transport i gospodarka

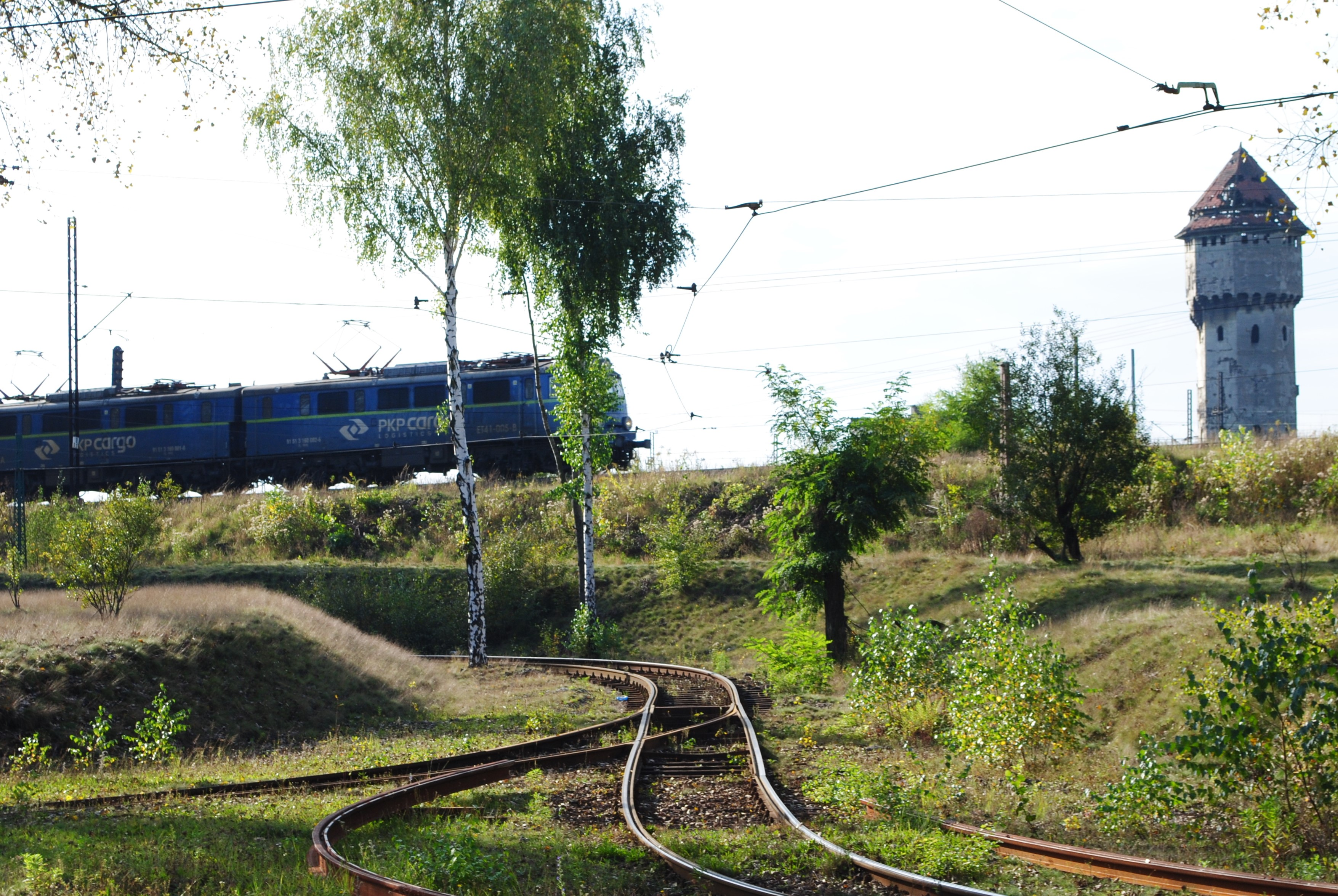
Fragment pętli tramwajowej; w tle po lewej pociąg prowadzony przez lokomotywę ET-41 na linii kolejowej w kierunku Szopienic, a po prawej wieża wodna przy dawnej hucie Uthemann

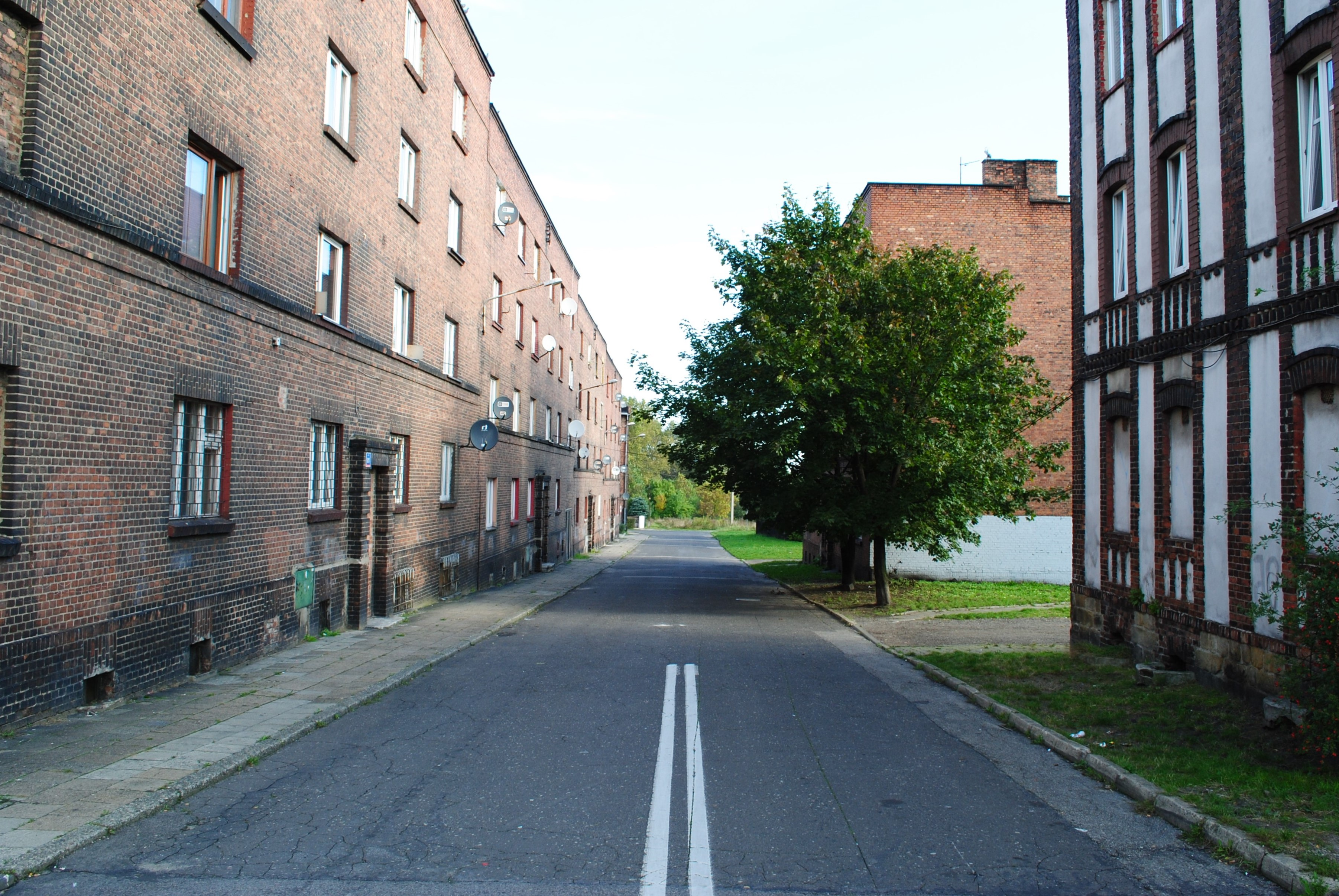
Ul. Chemiczna w kierunku północnym

Główną ulicą Drugich Szopienic jest ul. Wiosny Ludów – droga zbiorcza, która łączy Drugie Szopienice z Mysłowicami w kierunku południowo-wschodnim i Szopienice na zachód. W dzielnicy oddziela się od niej ul. Szabelniana, będąca drogą dojazdową, prowadzącą w stronę dawnej kolonii Szopienic – Szabelni. Ponadto na terenie dzielnicy ciągną się dwie inne ulice: Chemiczna (droga lokalna) i Wytapiaczy (droga dojazdowa).
Południową stroną dzielnicy biegnie linia kolejowa nr 138, która została oddana do użytku 3 października 1846 roku w ramach budowy linii kolejowej łączącej Wrocław Mysłowicami, uruchomiona przez spółkę Kolej Górnośląska. Ta sama spółka wybudowała łącznik do Sosnowca, biegnący zachodnią częścią Drugich Szopienic, uruchomiony 24 sierpnia 1859 roku. Na terenie Drugich Szopienic nie jest zlokalizowana żadna stacja ani przystanek kolejowy.
W 1900 roku na przez Drugie Szopienice doprowadzono linię tramwajową łączącą Królewską Hutę przez Hajduki (obecnie Chorzów Batory), Katowice do Mysłowic. Zlokalizowana jest tu pętla tramwajowa. Łącznie, na terenie dzielnicy, według stanu z października 2020 roku, znajdują się dwa przystanki tramwajowe. Na zlecenie Zarządu Transportu Metropolitalnego kursują dwie linie tramwajowe, łączące Drugie Szopienice ze Śródmieściem Katowic i dalej do Chorzowa i w drugą stronę do Mysłowic. Średnia częstotliwość tramwajów wynosi po cztery pary połączeń na jedną linię tramwajową na godzinę.
Działalność gospodarcza w Drugich Szopienicach koncentruje się przy ul. Wiosny Ludów. W centralnej części znajduje się, według stanu z października 2020 roku, hurtownia akwarystyczna i dwa sklepy spożywcze, a kompleksie przy ul. Wiosny Ludów 91 m.in. sklep z artykułami BHP, hurtownia artykułów instalacyjno-sanitarnych, dostawca kas fiskalnych i firma montażowa instalacji cieplnych i wodno-kanalizacyjnych.